# 广州人民艺术中心
广州人民艺术中心（英語：Guangzhou People's Art Center），位于广东省广州市越秀区登峰街道麓湖路，是由广州市文学艺术界联合会主管的大型公共文化艺术场馆，前身为广州艺术博物院旧馆，2023年9月，广州市决定将该场馆移交广州市文联管理，作为广州文艺界的创作、交流、展示平台。2024年9月22日正式启用，9月24日面向公众免费开放。

## 建筑
中心由著名建筑设计师、中国工程院院士莫伯治主持设计，占地20300平方米，建筑面积39948平方米，设有19个展览馆，分为专题展厅、多功能厅、创作空间、美育空间、典藏与阅读空间等。
- 多功能厅：建有复式综合艺术馆、当代艺术馆、307个座位的多功能报告厅等，可进行文艺展演、学术讲座。
- 创作空间：设置有创作画廊、雕塑工坊、排练大厅、录音室、装裱室等。
- 美育空间：设置有培训室、体验区、讲座区、多媒体互动区等，供市民学习和体验。
- 阅读空间：设有开放式的阅读空间，拥有大量文艺类书籍供市民阅览。
- 专题展厅：共有10个展厅，按照不同艺术门类和使用需求进行分区，其中4、5号馆为常设展馆。
  - 4号馆（JC中外动漫艺术馆）：为广州人民艺术中心的常设展览，主要展出由广州市动漫艺术家协会主席、JC动漫馆馆长金城提供的300多件藏品，包括世界动漫名作系列、中国经典漫画系列、当代动漫插画原创系列[4]。
  - 5号馆（数字民艺精品馆）：为广州人民艺术中心的常设展览，主要展出工艺大师和非遗传承人创作的百余件广州民间文艺作品。
- 艺苑：为中心的中庭花园，由赵朴初题字，以“百花庭院”为主题，沿馆舍边界分布“八”字形水面，水滨廊柱上镶嵌着十二花神雕像，利用原有地形高差形成一个下凹的假山瀑布，充满岭南园林特色。

## 交通
- 公交车站：麓景路站、横枝岗站、麓湖公园站